# Swedish Wedding Tunes
Swedish Wedding Tunes är ett musikalbum av Lisa Rydberg, utgivet 2001 av Sonet Records. På skivan medverkar även Gunnar Idenstam, Björn Ståbi, Anders Bjernulf, Anders Nygårds, Mikael Marin och Mikael Samuelsson.
Skivan ingick i en svensk folkmusikserie som Sonet Records gav ut. Albumet var nummer 29 i ordningen som gavs ut på CD i Sonets folkmusikserie. På skivan förekom även en outgiven inspelning med Pål Olle. Låten, "Säbb Inger's Bridal Waltz", är skriven av Pål Olle själv och troligen inspelad i hans hem, 1975.

## Låtlista
Alla låtar är traditionella om inget annat anges.
1. "Pål Astrid's skänklåt by Pål Olle"
  - Lisa Rydberg — fiol & Gunnar Idenstam — tramporgel
2. "Bridal Polska after Lars Törnlund"
  - Lisa Rydberg — fiol & Gunnar Idenstam — tramporgel
3. "Dal Jerk's skänklåt after Perols Gudmund"
  - Lisa Rydberg & Anders Nygårds — fiol
4. "'Lyckönskan' after Otto Dahlqvist, Gamla Karleby"
  - Mikael Samuelsson — sång, Mikael Marin — viola & Lisa Rydberg — fiol
5. "Leksand's skänklåt after Knis Karl Aronsson"
  - Lisa Rydberg — fiol & Gunnar Idenstam — tramporgel
6. "Maria's Bridal Polska by Pers Hans Olsson"
  - Lisa Rydberg — fiol
7. "Mora Later Bride's Tune after Hins Anders (Frost Anders Ersson)"
  - Lisa Rydberg — fiol & Gunnar Idenstam — tramporgel
8. "Bridal Polska after Minu Per"
  - Björn Ståbi & Lisa Rydberg — fiol
9. "Grins Hans' Jässpôdspolska after Petters Erik Eriksson"
  - Lisa Rydberg — fiol & Gunnar Idenstam — tramporgel
10. "Bingsjö Long Dance, after Pekkos Per"
  - Lisa Rydberg & Anders Bjernulf — fiol
11. "Bytt Lasse's Bridal March after Hultkläppen"
  - Lisa Rydberg — fiol & Gunnar Idenstam — tramporgel
12. "Brudhisslåt after Perols Gudmund"
  - Lisa Rydberg & Anders Bjernulf — fiol
13. "Östbjörka Bridal Tune by Pers Hans Olsson"
  - Lisa Rydberg — fiol & Gunnar Idenstam — tramporgel
14. "Långt jässpôd på bârgom after Pers Erik Olsson"
  - Lisa Rydberg & Anders Nygårds — fiol
15. "Bridal March after Ekor Anders"
  - Lisa Rydberg — fiol & Gunnar Idenstam — tramporgel
16. "Brudhisslåt after Gössa Anders"
  - Björn Ståbi — fiol
17. "Bridal Polska after Tulpans Anders"
  - Lisa Rydberg — fiol & Gunnar Idenstam — tramporgel
18. "Bengt and Kajsa's Wedding March by Björn Ståbi and Pers Hans"
  - Björn Ståbi & Lisa Rydberg — fiol
19. "Älvdalen's Bridal March after S. J. Larsson"
  - Lisa Rydberg — fiol & Gunnar Idenstam — tramporgel
20. "Sammeles Anna's Bridal Polska by Hans Dalfors after Pål Olle"
  - Lisa Rydberg — fiol & Gunnar Idenstam — tramporgel
21. "Säbb Inger's Bridal Waltz by Pål Olle"
  - Pål Olle — fiol

Total tid: 59:28 
- Arrangemang:
- Gunnar Idenstam & Lisa Rydberg (1-2, 5, 7, 9, 11, 13, 15, 17, 19-20)
- Lisa Rydberg (4)

## Medverkande
- Lisa Rydberg — fiol
- Gunnar Idenstam — tramporgel
- Björn Ståbi — fiol
- Anders Bjernulf — fiol
- Anders Nygårds — fiol
- Mikael Marin — viola
- Pål Olle — fiol
- Mikael Samuelsson — sång